# Boeing X-45
El Boeing X-45 es un vehículo aéreo de combate no tripulado (UCAV, siglas en inglés de Unmmaned Combat Air Vehicle) desarrollado por Boeing Phantom Works como un demostrador de concepto para una nueva generación de aeronaves militares completamente autónomas. Fabricado por Boeing Integrated Defense Systems, el X-45 es parte del proyecto J-UCAS de la DARPA.

## Desarrollo

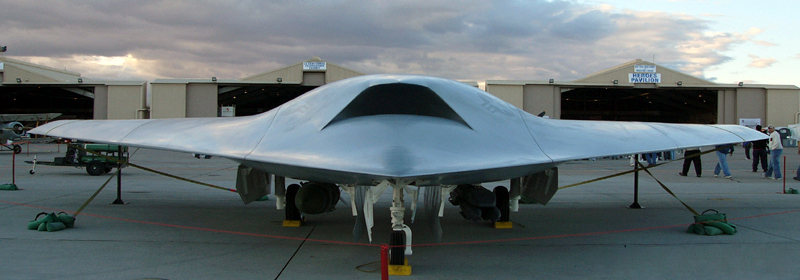
El X-45C, de mayor longitud que los anteriores.

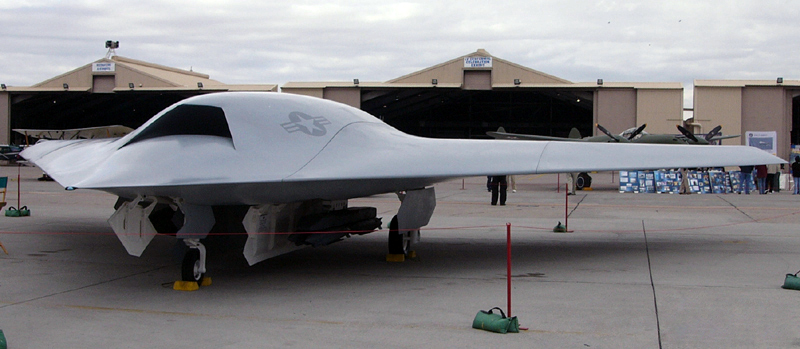
X-45C visto de perfil.

Boeing desarrolló el X-45 como receptor de tecnologías durante el desarrollo del Bird of Prey. Las características del X-45 y su perfil lateral extremadamente bajo lo sitúan encabezando los límites de las aeronaves. El fuselaje central está fundido con el ala, sobresaliendo un poco. No tiene superficies de control verticales.
Eliminar el piloto y todos los sistemas asociados reduce drásticamente el coste de la aeronave. El avión se puede pilotar por control remoto, pero el aparato es totalmente autónomo.

### Fondos
El programa para el X-45C recibió 757 millones de dólares en octubre de 2004 por parte de DARPA para construir y probar tres aviones, así como varias metas suplementarias. En julio de 2005, DARPA asignó 175 millones de dólares para continuar el programa e implementar la tecnología para realizar el reabastecimiento en vuelo autónomo.

## Variantes
Boing construyó dos X-45A que eran simplemente pruebas de concepto a una escala menor. El diseño X-45B, más grande, fue modificado para tener mayor capacidad de combustible y triplicar el radio de acción, convirtiéndose en el X-45C. Cada borde de ataque de las alas parte del morro hasta el borde de las mismas, dando al avión una mayor superficie alar, una configuración muy similar al B-2 Spirit. El primero de los tres X-45C previstos debería haber sido terminado en 2006, siendo capaz de realizar las demostraciones programadas a principios de 2007. Boeing planeaba tener un sistema de reabastecimiento en vuelo totalmente autónomo con el X-45C y el KC-135 Stratotanker para el año 2010.
El 2 de marzo de 2006, la USAF decidió no continuar con el proyecto X-45. Sin embargo, Boeing presentó una propuesta a la Armada estadounidense de una versión embarcada demostradora del X-45, designada X-45N.

## Operadores
Estados Unidos
- Fuerza Aérea de los Estados Unidos
- DARPA

## Historia operacional
El X-45A realizó su primer vuelo el 22 de mayo de 2002. La primera generación de UCAV está diseñada para realizar funciones aire-tierra con capacidades defensivas aire-aire con la ayuda de pilotaje remoto. El 18 de abril de 2004, el X-45A realizó exitosamente su primera prueba de bombardeo en la Base Aérea de Edwards.
El 4 de febrero de 2005, en su vuelo número 50, dos X-45A despegaron para un simulacro de patrulla y fueron alertados de la presencia de un objetivo. Los X-45A autónomamente determinaron que vehículo tenía una combinación óptima de posición, armamento y combustible para atacar al objetivo. Tras tomar esta decisión, uno de los X-45A cambió su dirección y el operador de tierra permitió el ataque a un sistema antiaéreo simulado. Tras el primer impacto, apareció otra alerta simulada y fue destruida por el segundo X-45A. Esto demostró la capacidad de estos vehículos para trabajar autónomamente como equipo y gestionar sus recursos, así como su capacidad de volar por sí mismos hacia objetivos no prefijados, cosa significativamente más complicada que seguir un patrón de ataque predeterminado.

## Especificaciones (X-45A)

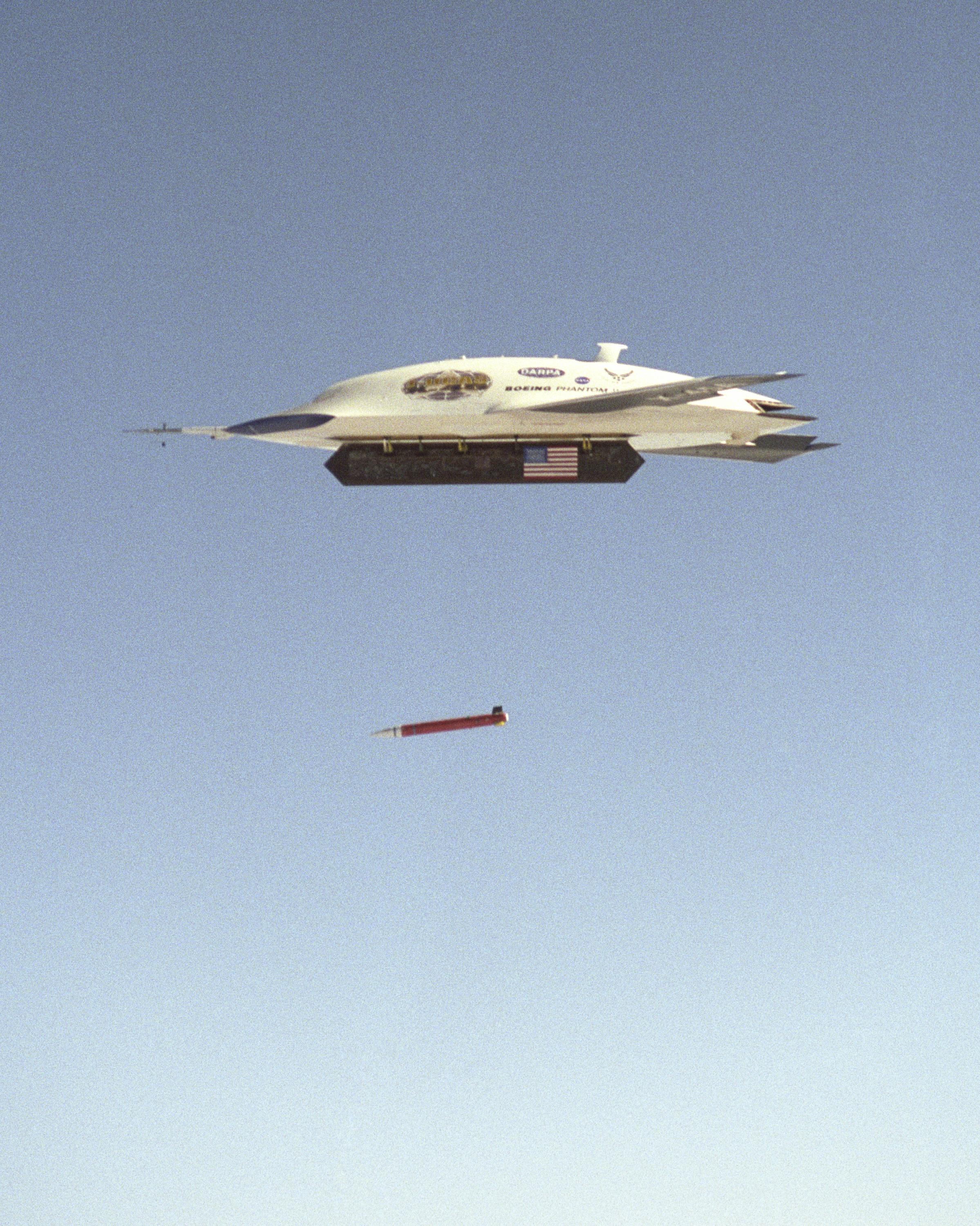
X-45 lanzando una bomba guiada por GPS.

Referencia datos: Airforce Technology, Boeing page

### Características generales
- Tripulación: 0
- Longitud: 8,08 m
- Envergadura: 10,3 m
- Altura: 2,14 m
- Peso vacío: 3630 kg
- Peso máximo al despegue: 5530 kg
- Planta motriz: 1× turbofán Honeywell F124-GA-100.
  - Empuje normal: 28 kN (2855 kgf; 6295 lbf) de empuje.

### Rendimiento
- Velocidad nunca excedida (Vne): Mach 0,75
- Velocidad crucero (Vc): 919 km/h
- Alcance: 2405 km
- Alcance en combate: 600 km
- Techo de vuelo: 13200 m (40000 pies)

### Armamento
- Puntos de anclaje: 8 (dos bodegas con 4 cada una) para cargar una combinación de:  
  - Bombas: JDAM, Small diameter bomb

### Cuadro comparativo
| -              | X-45A                                 | X-45C                                         |
| -------------- | ------------------------------------- | --------------------------------------------- |
| Largo          | 8,08 m                                | 11,9 m                                        |
| Envergadura    | 10,3 m                                | 14,9 m                                        |
| Altura         | 1,13 m                                | 1,2 m                                         |
| Peso           | 5530 kg                               | 16 600 kg                                     |
| Velocidad      | Mach 0,75                             | Mach 0,85                                     |
| Techo de vuelo | 10 700 m                              | 12 200 m                                      |
| Alcance        | 920 km                                | 2400 km                                       |
| Planta motriz  | turbofán Honeywell F124-GA-100; 28 kN | turbofán General Electric F404-GE-102D; 31 kN |

### Desarrollos relacionados
- Boeing X-46
- Boeing Phantom Ray

### Aeronaves similares
- Northrop Grumman X-47A Pegasus
- Lockheed Martin Polecat
- DRDO Ghatak
- BAE Taranis
- Mikoyan Skat
- Sujói S-70 Ojotnik
- Dassault nEUROn

### Secuencias de designación
- Secuencia X-_ (Aviones eXperimentales estadounidenses, 1948-presente): ← X-43 - X-44 - X-44 (UAV) - X-45 - X-46 - X-47A/B/C - X-48 →